# Assalto al maniero di Brécourt
L'assalto al maniero di Brécourt fu un combattimento tra paracadutisti statunitensi della 101ª Divisione Aviotrasportata contro truppe tedesche posizionate a sud di Utah Beach, durante le prime fasi dello sbarco in Normandia, in piena seconda guerra mondiale.

## Antefatti
Durante l'intera operazione in Normandia, il comandante della Compagnia Easy, appartenente al 2º Battaglione del 506º Reggimento della 101ª Divisione, era il tenente Richard D. Winters, in seguito alla morte del precedente comandante durante le fasi di lancio. Dopo gli sfortunati lanci avvenuti durante la notte tra il 5 e il 6 giugno, con il sorgere del sole, fu assegnata a Winters e parte dei suoi uomini una delle tante missioni che la divisione doveva portare a termine entro quello stesso giorno, ricevendo istruzioni minime e senza briefing. I soldati dovettero distruggere una batteria tedesca la quale sparava ininterrottamente sulla strada rialzata che rappresentava il varco n.º 2 da Utah Beach, dalla quale la 4ª Divisione americana sarebbe avanzata verso sud.
Alle 08:30, il tenente raggruppò una squadra di tredici paracadutisti della sua e di altre compagnie. Senza precise informazioni sul terreno e sulla posizione dei nemici, la squadra attaccò il maniero di Brécourt, una località (dove era stanziata la batteria nemica) situata a poco più di 4 km a sud di Utah Beach e a nord del villaggio di Sainte-Marie-du-Mont. A difendere la zona vi era la batteria nº 6 del 90º Reggimento d'artiglieria tedesco, formato da quattro obici da 10,5 cm leFH 18 collegati attraverso delle trincee e difesi da un plotone di sessanta soldati. Il plotone di fanteria era parte del 6º Reggimento Fallschirmjäger (un reggimento di paracadutisti tedesco) ed erano forniti di mitragliatrici MG42.

## Battaglia
Gli statunitensi posizionarono un paio di mitragliatrici Browning M1919 calibro 7,62, per fornire un fuoco di copertura, e alcuni soldati furono inviati ad aggirare il nemico su un fianco per distruggere una mitragliatrice e fornire altra copertura. Le trincee fornivano una buona posizione per far confluire i rinforzi ai tedeschi ma, nel contempo, fornirono una difesa ai paracadutisti americani, i quali vi si rifugiarono non appena distrussero la prima mitragliatrice. Ogni obice fu distrutto piazzando del TNT nelle canne e innescando la carica con una granata tedesca. Nel frattempo giunsero dei rinforzi dalla Compagnia D, comandati dal sottotenente Ronald C. Speirs. Speirs stesso guidò i suoi uomini fuori dalla trincea, esponendosi al nemico, riuscendo a distruggere l'ultimo obice. Dopo aver distrutto i loro obiettivi, gli americani, sotto il fuoco di un'altra mitragliatrice, si ritirarono.

## Conseguenze
Durante gli scontri, venne ritrovata nella base del Comando dell'unità tedesca una mappa, indicante tutte le posizioni d'artiglieria e delle mitragliatrici in tutta la penisola del Cotentin, la quale fu inviata subito al Comando alleato. La rimanente resistenza tedesca nella zona fu eliminata in seguito dai carri armati americani, giunti da Utah Beach.
L'unità americana perse tre uomini e due soldati furono feriti. Un'altra vittima, esterna all'unità, fu un warrant officer (corrispondente nell'esercito italiano al maresciallo) che era alla ricerca del Quartier Generale del 506º Reggimento.
L'assalto al maniero di Brécourt fu solo una delle innumerevoli azioni di guerra accadute il 6 giugno 1944 in tutta la Normandia. Grazie anche a tali azioni, condotte da piccole unità paracadutiste, l'Operazione Overlord poté avere un esito positivo per gli alleati.

### Medaglie assegnate
Distinguished Service Cross
- tenente (in seguito maggiore) Richard D. Winters

Silver Star
- sottotenente (in seguito tenente) Lynn "Buck" Compton
- sergente (in seguito sergente maggiore) William J. Guarnere
- soldato semplice Gerald Lorraine

Bronze Star
- sergente (in seguito sottotenente) Carwood Lipton
- sergente Julius Houck - Caduto in battaglia
- soldato semplice (in seguito Sergente) Robert Wynn
- soldato semplice Cleveland Petty
- soldato semplice (in seguito sergente) Walter Hendrix
- soldato semplice (in seguito sergente maggiore capo) Donald Malarkey
- soldato semplice (in seguito sergente) Myron Ranney
- soldato semplice (in seguito caporale) Joseph Liebgott
- soldato semplice John Plesha
- caporale (in seguito sergente maggiore) Joe Toye

Purple Heart
- sergente Julius Houck - Caduto in battaglia
- soldato semplice (in seguito sergente) Robert Wynn
- soldato semplice John Hall - Caduto in battaglia
- maresciallo (nell'esercito americano warrant officer) Andrew Hill - Caduto in battaglia

## Filmografia
- Band of Brothers - Fratelli al fronte, una miniserie televisiva statunitense in 10 puntate prodotta da Steven Spielberg e Tom Hanks con la partecipazione della rete HBO nel 2001 (2ª Puntata - D-Day).